# Parapyrenis
Parapyrenis is een geslacht van schimmels uit de familie Pyrenulaceae. De typesoort is Parapyrenis aurora.

## Soorten
Volgens Index Fungorum telt het geslacht acht soorten (peildatum april 2022):
| Soortnaam               | Auteur(s)                              | Publicatiejaar |
| ----------------------- | -------------------------------------- | -------------- |
| Parapyrenis aurora      | (Zahlbr.) Aptroot                      | 1991           |
| Parapyrenis conica      | Aptroot                                | 1991           |
| Parapyrenis elongata    | Aptroot                                | 1991           |
| Parapyrenis guayaci     | (Fée) Aptroot                          | 1991           |
| Parapyrenis lichenicola | Aptroot & Diederich                    | 1997           |
| Parapyrenis maclurae    | (Săvul. & Sandu) Aptroot               | 1995           |
| Parapyrenis maritima    | Aptroot                                | 1995           |
| Parapyrenis tecomatis   | (Berk. & M.A. Curtis ex Cooke) Aptroot | 1995           |